# Marcel Ribière
Pour les articles homonymes, voir Ribière.
Pour les autres membres de la famille, voir Famille Ribière.
Marcel Pierre Ernest Ribière, né le 19 septembre 1860 à Auxerre dans l'Yonne et mort le 10 octobre 1922 à Paris (16e), est un homme politique français de la IIIe République.

## Biographie
Licencié en droit, il est nommé chef de cabinet du ministre de l'Agriculture. Avocat de profession, conseiller d'État, il est élu à 26 ans, en 1887, conseiller général du canton de Toucy, puis vice-président de l'assemblée départementale de l'Yonne, où son ami Paul Bert devient son assistant peu après la proclamation du nouveau régime. Il occupe ce mandat pendant 35 ans, jusqu'à sa mort. Il est à l'origine du développement d'un réseau ferré à traction électrique dans l'Auxerrois. 
Il est brièvement maire d'Auxerre entre 1894 et 1895. Il est député de la gauche radicale socialiste de 1906 à 1910, puis des républicains radicaux socialistes de l'Yonne de 1910 à 1913. À la mort de Félix Besnard en 1913, il est élu sénateur de l'Yonne et le restera jusqu'à sa mort en 1922. Il est également pendant longtemps le président de la Ligue auxerroise des droits de l'homme et du citoyen et le président de la fédération des mutualités scolaires de l'Yonne.

## Famille
Marcel Ribière est le fils du préfet et sénateur Hippolyte Ribière et le père du préfet Marcel Julien Henri Ribière. Sa sœur épouse Étienne Flandin, qui sera député de l'Yonne, député des établissements français de l'Inde, puis résident général de France en Tunisie. Marcel Ribière est également le grand-père du député René Ribière et le beau-père de l'ambassadeur et homme politique Léon Noël.

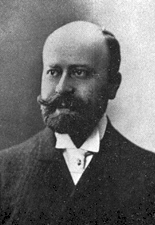
Marcel Ribière vers 1895

## Décorations
- Chevalier de la Légion d'honneur[3]
- Officier de l'ordre des Palmes académiques
- Officier de l'Ordre royal du Cambodge
- Officier de l'ordre du Dragon d'Annam